# Aaron A. Sargent
Aaron Augustus Sargent (ur. 28 września 1827 w Newburyport, zm. 14 sierpnia 1887 w San Francisco) – amerykański polityk, członek Partii Republikańskiej.

## Działalność polityczna
W 1856 zasiadał w stanowym Senacie Kalifornii. Od 4 marca 1861 do 3 marca 1863 zasiadał w 37. Kongresie Stanów Zjednoczonych będąc reprezentantem stanu Kalifornia (miejsce B), a od 4 marca 1869 do 3 marca 1873 przez dwie kadencje (41.,42. Kongres) był przedstawicielem 2. okręgu wyborczego w stanie Kalifornia w Izbie Reprezentantów Stanów Zjednoczonych. W okresie od 4 marca 1867 do 3 marca 1873 był senatorem Stanów Zjednoczonych z Kalifornii (3. Klasa).